# Władimir Kuzin
Władimir Siemionowicz Kuzin (ros. Владимир Семёнович Кузин, ur. 15 lipca 1930 w Łampożni, zm. 5 października 2007 w Moskwie) – rosyjski biegacz narciarski reprezentujący Związek Radziecki, złoty medalista olimpijski i trzykrotny medalista mistrzostw świata.

## Kariera
Igrzyska olimpijskie w Cortina d’Ampezzo w 1956 roku były jedynymi w jego karierze. Wspólnie z Fiodorem Tierientjewem, Pawłem Kołczinem i Nikołajem Anikinem zdobył złoty medal w sztafecie 4 × 10 kilometrów. Zajął także 5. miejsce w biegu na 30 km oraz 10. miejsce w biegu na 15 km techniką klasyczną.
Jego największym osiągnięciem jest zdobycie dwóch złotych medali na dystansach 30 oraz 50 km podczas mistrzostw świata w Falun w 1954 roku. Ponadto wraz z Nikołajem Kozłowem, Fiodorem Tierentjewem i Aleksiejem Kuzniecowem wywalczył srebrny medal w sztafecie. Zajął także 10. miejsce w biegu na 15 km techniką klasyczną. Na kolejnych mistrzostwach świata już nie startował.
W 1957 otrzymał Order Lenina. W 1954 roku otrzymał odznaczenie Zasłużonego Mistrza Sportu, a w 1970 roku Zasłużonego Trenera Związku Radzieckiego.

## Osiągnięcia

### Igrzyska olimpijskie
| Miejsce | Dzień       | Rok  | Miejscowość       | Konkurencja             | Czas biegu | Strata | Zwycięzca        |
| ------- | ----------- | ---- | ----------------- | ----------------------- | ---------- | ------ | ---------------- |
| 5.      | 27 stycznia | 1956 | Cortina d’Ampezzo | 30 km stylem klasycznym | 1:44:06    | +2:03  | Veikko Hakulinen |
| 10.     | 30 stycznia | 1956 | Cortina d’Ampezzo | 15 km stylem klasycznym | 49:39      | +1:57  | Hallgeir Brenden |
| 1.      | 4 lutego    | 1956 | Cortina d’Ampezzo | Sztafeta 4 × 10 km      | 2:15:30    | -      | -                |

### Mistrzostwa świata
| Miejsce | Dzień     | Rok  | Miejscowość | Konkurencja             | Czas biegu | Strata | Zwycięzca        |
| ------- | --------- | ---- | ----------- | ----------------------- | ---------- | ------ | ---------------- |
| 1.      | 14 lutego | 1954 | Falun       | 30 km stylem klasycznym | 1:50:25    | -      | -                |
| 10.     | 17 lutego | 1954 | Falun       | 15 km stylem klasycznym | 55:26      | +1:01  | Veikko Hakulinen |
| 2.      | 20 lutego | 1954 | Falun       | Sztafeta 4 × 10 km      | 2:16:47    | +2:10  | Finlandia        |
| 1.      | 21 lutego | 1954 | Falun       | 50 km stylem klasycznym | 1:50:25    | -      | -                |